# 朔本敬子
朔本 敬子（さくもと けいこ、6月25日 - ）は日本の漫画家。

## 略歴
1984年（昭和59年）から小学館の「週刊少女コミック」で複数の読み切りを発表し、1985年には『バナナムーンにお願い』を初連載。その後は「コロネット」や講談社の「mimiカーニバル」などを経て、「Kiss」や祥伝社の「FEEL YOUNG」など女性向け漫画誌に活動の場を移した。近年では双葉社のウェブマガジン「JOUR Sister」にて『サロン・ボーイズ』を連載するなどしている。

## 作品リスト

### 単行本
- グリーン（FEEL YOUNGコミックス、1993年）[3]
- あの夏に会いたい（KC KISS、1993年）[4][5]
- チークタイム（原作・倉橋燿子、KC KISS、1994年）[6]
- ガールフレンド（KC KISS、1997年）[7][8]
- 誰が何と言おうと。（あおばコミックス、2003年）
- お風呂のお姫様（あおばコミックス、2006年）
- サロン・ボーイズ（ジュールコミックス、2016年）[9]

### オムニバス
- 女の問題提起（KCDX KISS、2002年）[10]
- 女の問題提起 SEX編（KCDX KISS、2002年）[11]
- 女と男の問題提起 SEX編（KPC、2004年）[12]
- 20代の心とカラダ（KCDX KISS、2005年）[13]
- 必ず泣ける読者体験 20代のリアル（KCDX KISS、2005年）[14]

### イラスト
- アイ・ラブ・ユーが待ち遠しい（浅原ゆえ、学研レモン文庫、1989年）
- 水の棲む場所（原田梨花、講談社X文庫、1992年)
- ブルーノートに誘われて（河村典、講談社X文庫、1992年）[15]
- 理想の結婚（水野麻里、講談社X文庫、1992年）[16]
- 恋愛の達人（河村典、講談社X文庫、1992年）[17]